# 包布鲁
包布鲁（1975年—），云南景洪人，基诺族，中华人民共和国政治人物、第十一届全国人民代表大会云南地区代表。
毕业于西双版纳州职业技术学院。担任云南省西双版纳州景洪市基诺山基诺族乡巴卡完小教师。2008年起担任全国人大代表。